# Cerklje na Gorenjskem (khu tự quản)
Cerklje na Gorenjskem là một khu tự quản của Slovenia. Trụ sở của khu tự quản ở thị trấn Cerklje na Gorenjskem.

## Sân bay
Sân bay Ljubljana nằm ở làng Zgornji Brnik thuộc khu tự quản. Adria Airways có trụ sở ở sân bay này.